# 에릭 영 (1977년)
에릭 드바리 영(영어: Eric DeBari Junge, 1977년 1월 5일 ~ )은 미국의 야구 선수이자, 전 KBO 리그 한화 이글스의 선수이다.
KBO 리그 등록명은 에릭 연지이다.

## KBO 리그선수 시절
2009년 7월 성적 부진을 겪던 외야수 빅토르 디아스를 방출한 한화 이글스는 새로운 외국인 선수로 연지를 영입하였다. 같은 해 7월 16일 사직에서 열린 롯데 자이언츠와의 경기에서 선발 등판하여 5와 2/3이닝을 던지고 3실점하여 팀이 6:3으로 앞서 있는 승리 투수 요건을 갖춘 상황에서 마운드에 내려왔으나, 뒤이어 등판한 중간 계투 요원들의 부진으로 스코어가 동점, 역전되면서 승리를 챙기지 못하였다. 2009년 8월 28일 LG 트윈스와의 경기에서 첫 승리를 기록했다. 1승 7패의 성적 부진으로 2009년 시즌 종료 후 2010년 드래프트에서 한화가 2순위로 지명한 신인 선수인 김재우가 그의 등번호를 사용함으로써 사실상 한화 이글스에서 방출당하게 되었다.

## 참조
1. ↑  한화, 새 외국인 투수 에릭 연지와 계약[깨진 링크(과거 내용 찾기)]《스포츠서울》, 2009년 7월 13일 작성
2. ↑  한화 연지, 데뷔 첫 등판 5⅔이닝 3실점[깨진 링크(과거 내용 찾기)] - OSEN, 2009년 7월 16일
3. ↑  '첫 승' 연지, "한국와서 고맙고, 동료들 응원이 고맙다"[깨진 링크(과거 내용 찾기)] - OSEN